# Jaskinia Bliźniacza
Jaskinia Bliźniacza, Jaskinia Wysoka – jaskinia w Dolinie Bolechowickiej na Wyżynie Olkuskiej (część Wyżyny Krakowsko-Częstochowskiej). Administracyjnie należy do wsi Karniowice w województwie małopolskim, w powiecie krakowskim, w gminie Zabierzów. Od 1968 r. obszar jaskini znajduje się na terenie częściowego Rezerwatu przyrody Wąwóz Bolechowicki.

## Opis jaskini
Jaskinia ma 3 otwory, wszystkie znajdują się na południowo-zachodniej ścianie bezimiennej skały w lewych zboczach Doliny Bolechowickiej. Znajdują się wysoko – 40 m nad dnem doliny. Najbardziej północny otwór ma wysokość 3 m. Otwory południowe położone są jeden nad drugim; górny ma wysokość 1,5 m, dolny 1 m. Za otworem północnym znajduje się przedsionek o szerokości 3 m i długości 2 m, kończący się zwężeniem, za którym znajduje się niska sala o rozmiarach 5,5 × 4,5 m. W jej stropie znajduje się komin o wysokości około 5 m i filar o średnicy 1 m. Z sali tej wychodzą trzy korytarze:
- trzymetrowej długości w kierunku północno-zachodnim, stopniowo zacieśniający się,
- dwa równoległe o długości 3,5 m w kierunku południowo-wschodnim. Jeden z nich jest bardzo ciasny[1].

Korytarze te doprowadzają do drugiej sali o rozmiarach 6,5 × 4,5 m. Wychodzi z niej 4-metrowej długości korytarz prowadzący do podwójnego otworu.
Tworzące jaskinię wapienie pochodzą z późnej jury. Jaskinia powstała w wyniku zjawisk krasowych, świadczą o tym występujące w niej kotły wirowe, poziome półki erozyjne i koliste kanały krasowe. Powstały one w warunkach wadycznych. Jaskinia jest sucha i w całości znajduje się pod wpływem zewnętrznych warunków atmosferycznych. Występuje w niej przewiew, a na oświetlonych ścianach rozwijają się glony. Ze zwierząt obserwowano komary i motyla szczerbówkę ksieni (Scoliopteryx libatrix).

## Historia poznania i dokumentacji
Jaskinia znana była od dawna, jej otwory są bowiem dobrze widoczne ze ścieżki wiodącej dnem doliny. Archeologicznie badał ją Gotfryd Ossowski w 1879 r., który przekopał jej namulisko. Pierwszy opis i plan jaskini opracował Kazimierz Kowalski w 1951 r., aktualny plan sporządził M. Czepiel, a dokumentację A. Górny w 2009 r. Jaskinia jest współcześnie odwiedzana, świadczą o tym jej okopcone od ognisk ściany, napisy na ścianach i śmieci.  

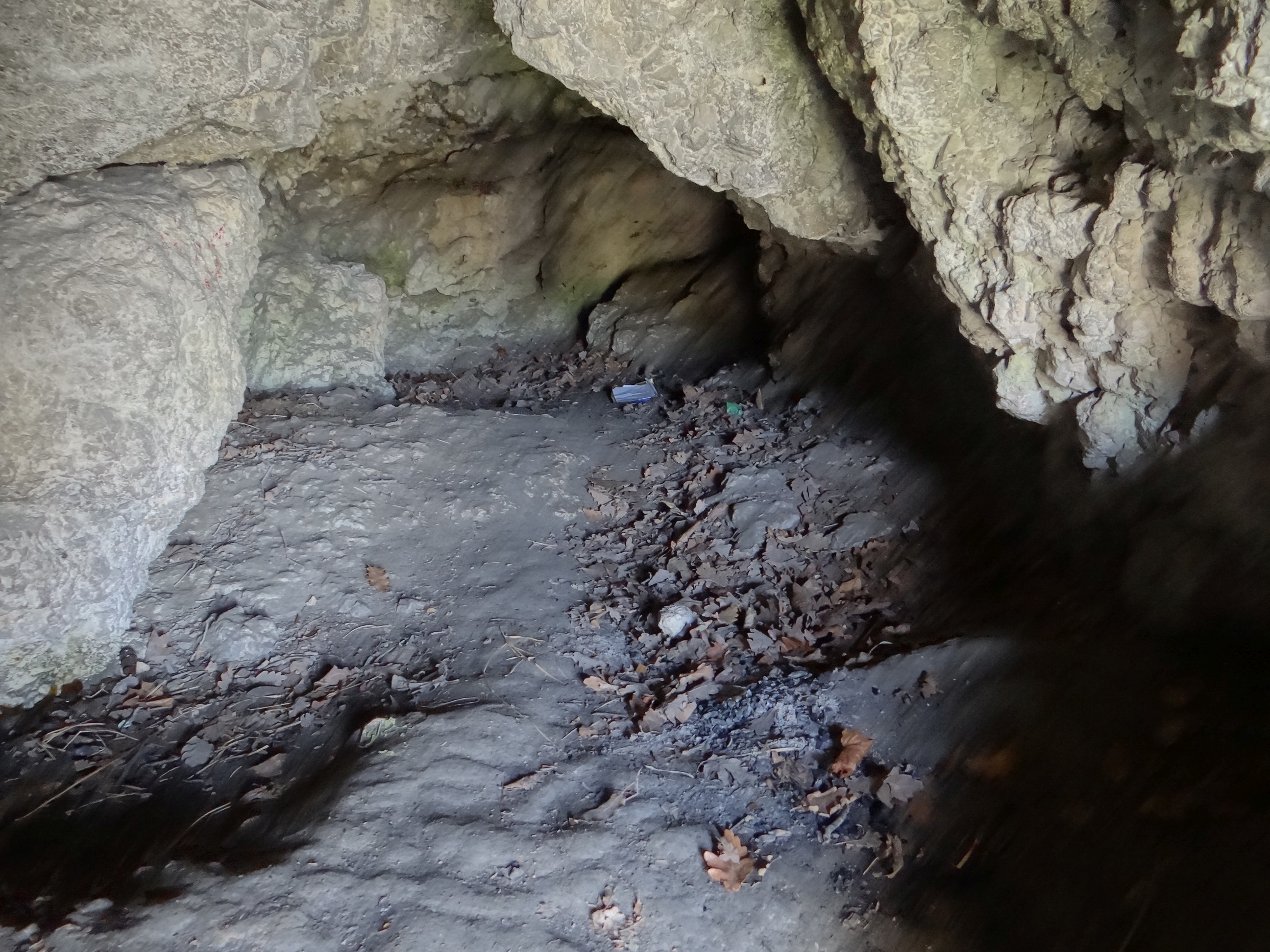
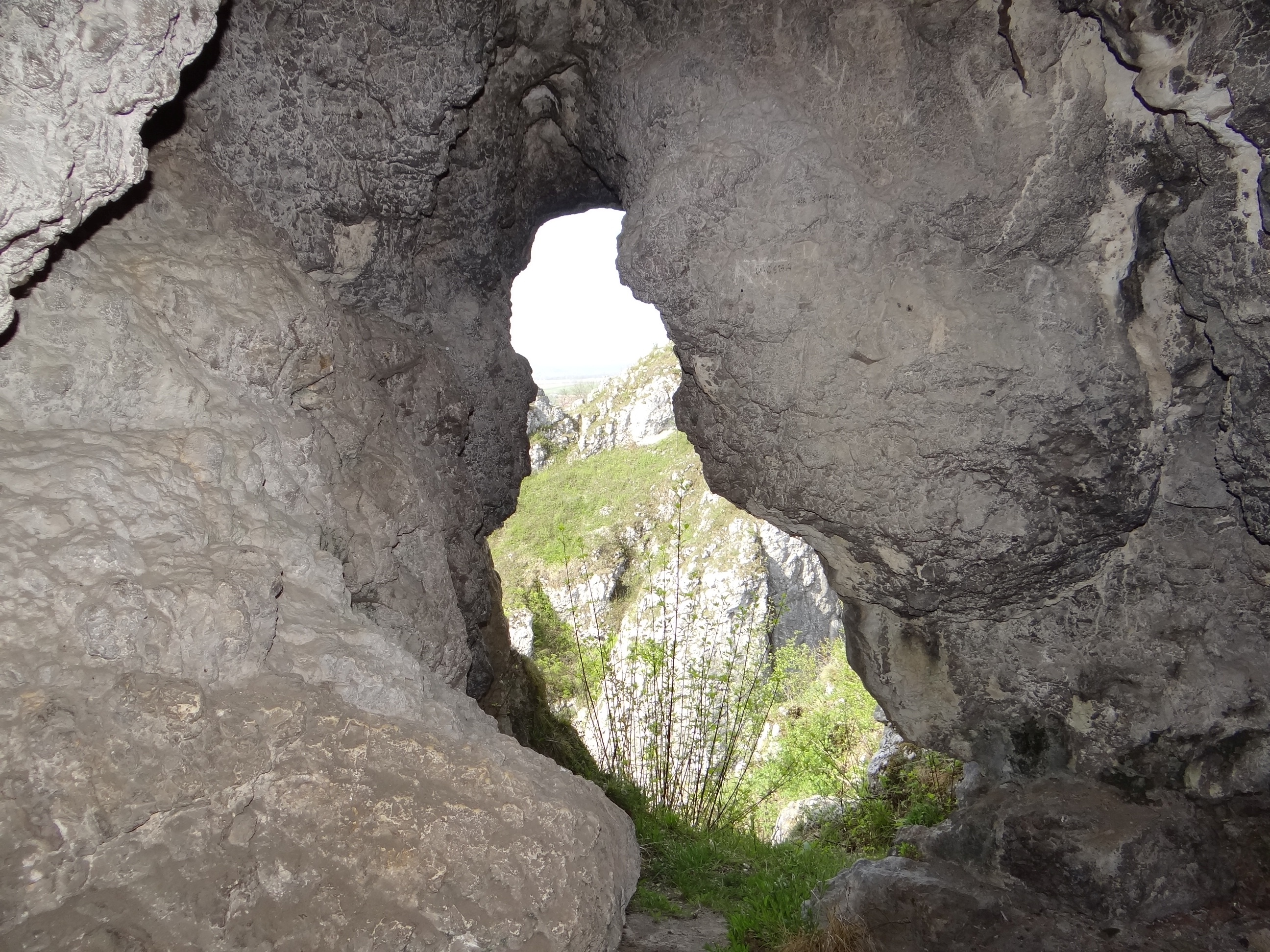
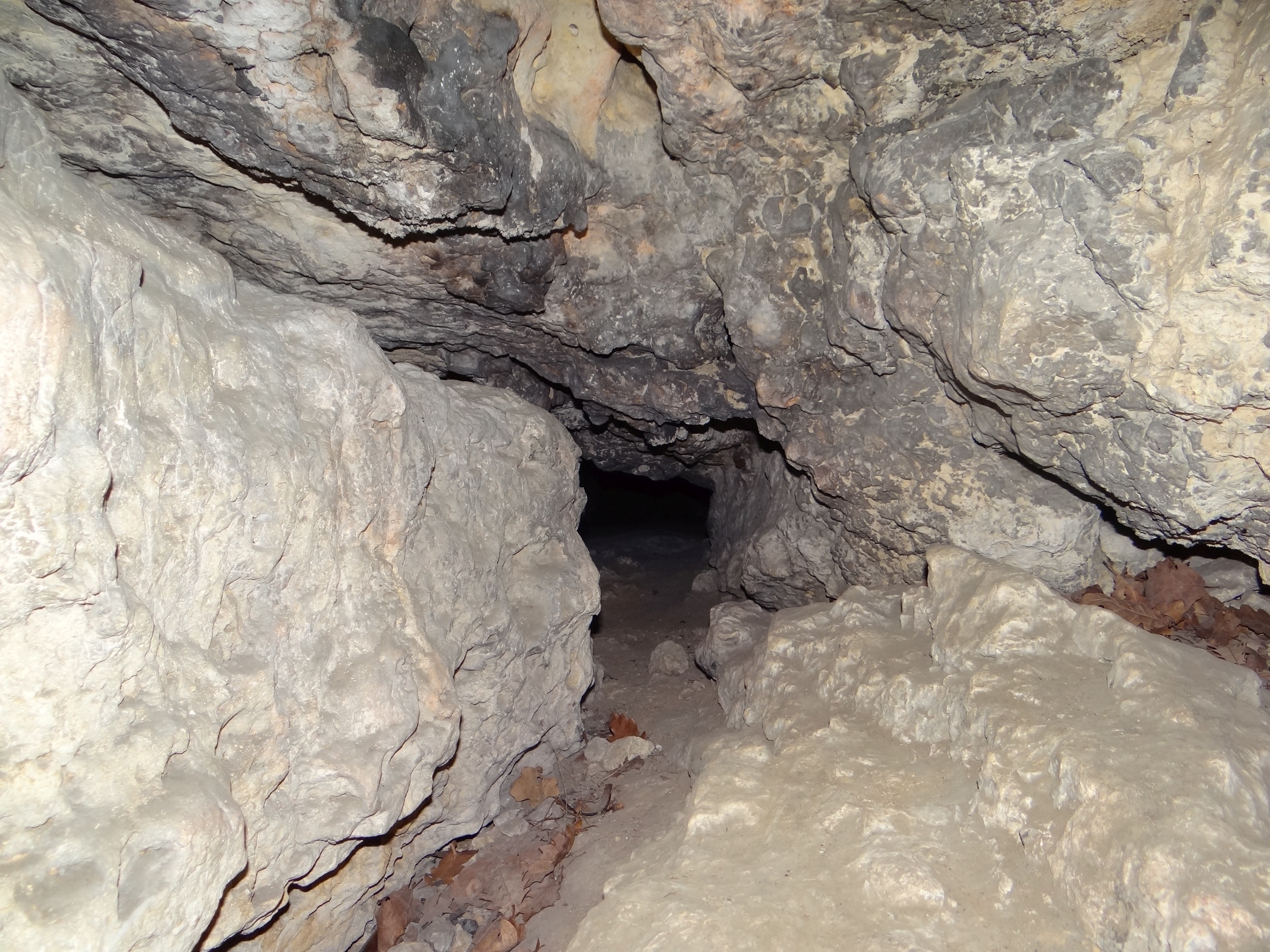
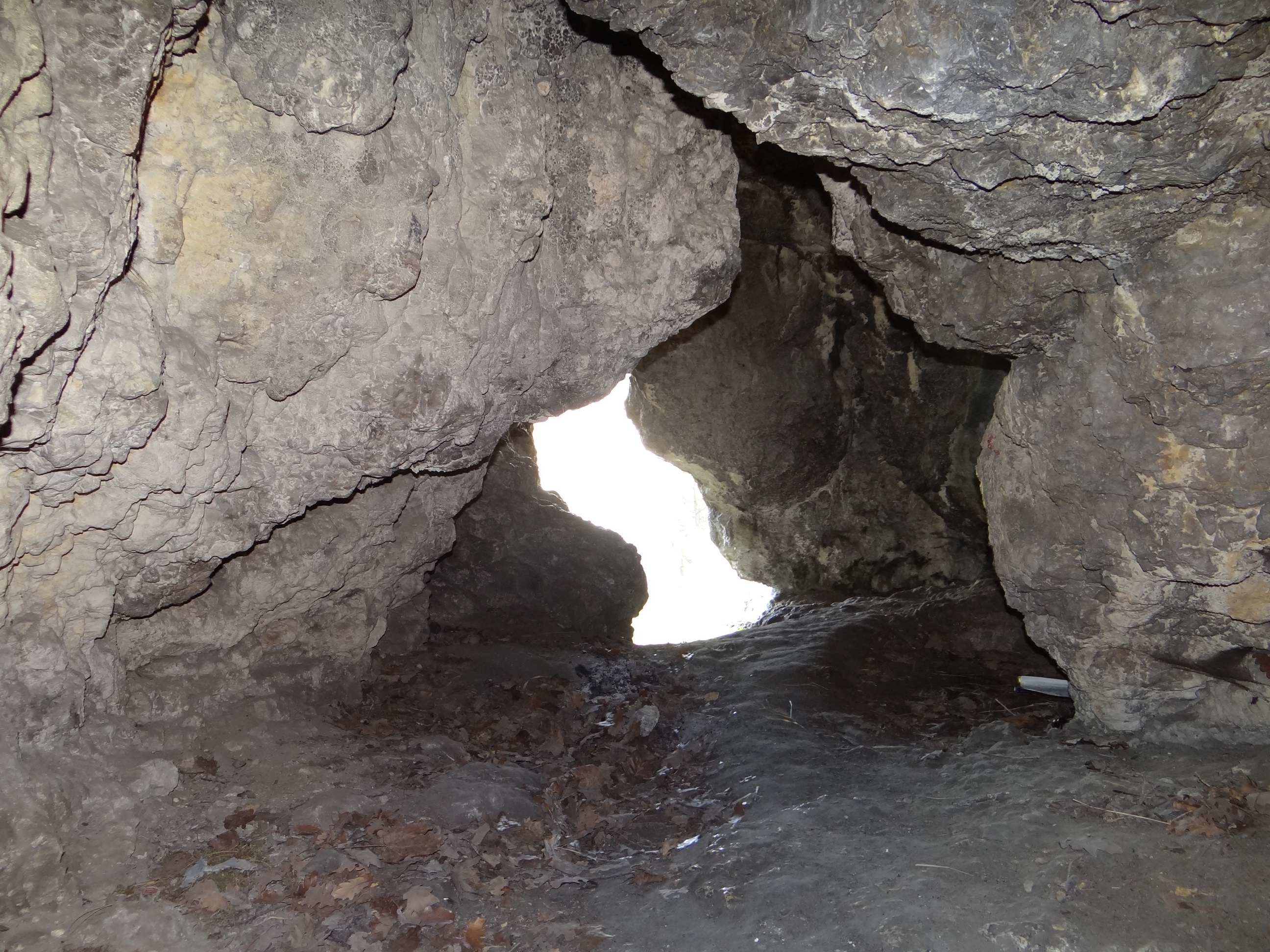
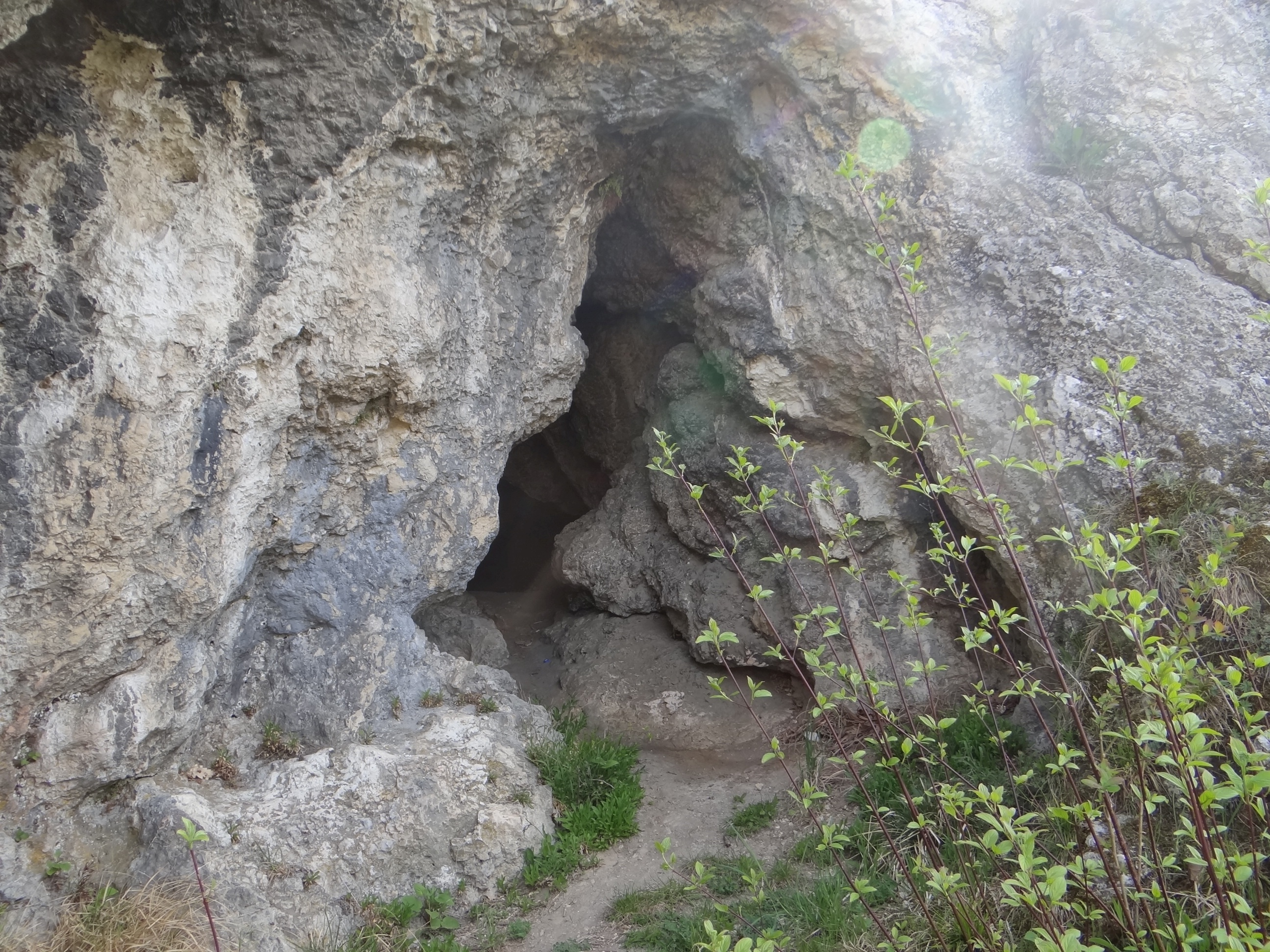